# 德武龍也
德武龍也（日语：／ Tokutake Tatsuya，1994年9月15日—）是原日本男聲優，长野县 出身，曾隸屬WITH LINE 。

## 經歷
- 娛樂媒體綜合學院聲優藝人學科畢業。
- 2019年12月3日於WITH LINE官方網站發布引退聲明，同月31日，從聲優業引退[2]。發表引退前，於同年6月24日宣佈，郵件配信服務「チョクメ!」將於同年7月31日結束[3]，同年7月19日14時，公佈德武龍也的官方Twitter帳號將會終止營運，同日19時左右，帳號被刪除[4]。

## 後任
因德武龍也引退，以下角色由其他聲優繼任。
| 後任       | 角色名     | 作品                 | 後任首次出演作品                    |
| ---------- | ---------- | -------------------- | ----------------------------------- |
| 比留間俊哉 | 九十九一希 | 『偶像大師 SideM』   | 『偶像大師 SideM』2020年1月28日更新 |
| 榎木淳弥   | 水梨新     | 『死亡終局輪迴試煉』 | 『死亡終局輪迴試煉2』               |

## 出演作品
※粗體字為主要角色

### 電視動畫
2015年
- 櫻子小姐的腳下埋著屍體（健）

2016年
- orange橘色奇蹟（男學生）
- 月歌。 THE ANIMATION（友人）
- TRICKSTER -江戸川乱歩「少年探偵団」より-（村田翔）

2017年
- 覆面系NOISE（男學生1）
- 戀愛暴君（中鳥）
- 狂賭之淵（2017年 - 2019年、鈴井涼太[8][9]） - 2シリーズ
- 決鬥大師（鮫島）
- Princess Principal（士兵）
- 偶像大師 SideM（九十九一希）

2018年
- 刻刻（光浦）
- 妖精森林的小不點（果汁店）
- 錢進球場（箕川昇）
- 偶像大師 SideM 事出有因Mini!（九十九一希[10]）

### 遊戲
2015年
- 輝星的反叛（ヴィシュヌ）

2016年
- 偶像大師 SideM（2016年 - 2019年、九十九一希〈初代〉[11]）
- 英國偵探神祕事件 The Crown（ハーウッド）
- 激突！Crash Fight（素盞嗚尊）

2017年
- A3!（捧場萬里的人A、路人）
- 神魔召喚GS（ゾロアス）
- 幻想少女（孫權、于禁[12]）
- パラノーマルキス -Paranormal Kiss-（針ヶ谷香衣斗、小鳥遊十和、天使宙[13]）
- 月野天堂（辰巳マキ）
- 一血卍傑-ONLINE-（ロキ[14]）
- VBX ビボックス（草間大樹[15]）
- 偶像大師 SideM 獻唱舞台！（2017年 - 2020年、九十九一希〈初代〉）
- SKYOVER
- 幻獸契約 Cryptract（ブラムス[16]）
- 星座革命 88星座的偶像革命（双木テラ[17]）
- ドラゴンジェネシス -聖戦の絆-（アトス[18]）
- CARAVAN STORIES（ジリアン[19]）

2018年
- 死亡終局輪迴試煉（水梨新[20]）

### 廣播劇CD
- saison（セゾン）automne〔オートヌ〕秋（2015年）
- Rigel vol.1 -encounter-（2017年、辰巳マキ）
- Rigel vol.2 -evolution-（2017年、辰巳マキ）
- Twinkling stars RED（2018年、辰巳マキ）
- キューピッドに落雷（2018年、穂高[21]）

### 吹替
- 驚弓戰將（2015年）

## 外部連結
- WITH LINEによるプロフィール，存于